# 石田保政
石田 保政（いしだ もりまさ、1890年5月16日 - 1936年2月10日）は、日本の陸軍軍人。最終階級は陸軍大佐。

## 経歴
加賀藩出身の陸軍少将石田保謙の三男として生まれる。地方陸軍幼年学校、中央幼年学校を経て1909年（明治42年）5月に金沢歩兵第七連隊に入隊し、同年12月に陸軍士官学校に入校、1911年（明治44年）に陸軍士官学校（23期）を成績優等(2番/740名)で卒業、その後、原隊復帰し、1918年（大正7年）11月に陸軍大学校（30期）を優等で卒業し、陸軍省軍務局で勤務。同年12月に結婚、1921年（大正10年）1月にスイス出張、同年12月にドイツ駐在、1924年（大正13年）3月に帰国し、再び陸軍省軍務局に勤務。1925年（大正14年）5月に陸軍大学校兵学教官、1932年（昭和7年）参謀本部員　1934年（昭和9年）参謀本部戦史課長及び陸軍大学校兵学教官を兼任。1936年（昭和11年）2月に45歳で死去した。

## 栄典
- 1918年（大正7年）11月29日 - 恩賜の軍刀[2]

## 親族
- 父：石田保謙（陸軍少将）
- 妻：石田ハマ（陸軍中将成田正峰の娘）
- 兄：石田保道（陸軍少将）
- 兄：石田保秀（陸軍中将）
- 弟：石田保忠（陸軍中将）
- 甥：石田保昭（インド史学者、評論家）

## 人物
陸軍一家の出身であり、陸軍大学校では戦史教官として令名を馳せた。
高山信武は石田は「戦史の神様」だとして、日本の第一次世界大戦史は石田によって概成されたと評価している。
戦史研究では特に殲滅戦を研究しており、タンネンベルクの戦いを好んで引用していた。
その功績は陸軍でも高く評価されており、陸軍大学校の校庭には二つの胸像があったが、それは日本陸軍創設に大きな貢献を果たしたメッケルと、石田のものであったという。

## 著書
- 『欧洲戦史講授録』陸軍大学校将校集会所、1929年
- 『欧洲大戦史ノ研究』陸軍大学校将校集会所、1937年